# Medalistki mistrzostw świata w kolarstwie torowym – sprint indywidualny kobiet
Pełna lista medalistek mistrzostw świata w kolarstwie torowym w sprincie indywidualnym kobiet.

## Medaliści
| Rok i miejsce          | Złoto                  | Srebro               | Brąz                  |
| ---------------------- | ---------------------- | -------------------- | --------------------- |
| 1958 Paryż             | Galina Jermołajewa     | Walentina Maksimowa  | Jean Dunn             |
| 1959 Amsterdam         | Galina Jermołajewa     | Walentina Maksimowa  | Jean Dunn             |
| 1960 Lipsk             | Galina Jermołajewa     | Walentina Maksimowa  | Jean Dunn             |
| 1961 Zurych            | Galina Jermołajewa     | Walentina Maksimowa  | Jean Dunn             |
| 1962 Mediolan          | Walentina Sawina       | Irina Kiriczenko     | Jean Dunn             |
| 1963 Liège             | Galina Jermołajewa     | Irina Kiriczenko     | Walentina Sawina      |
| 1964 Paryż             | Irina Kiriczenko       | Galina Jermołajewa   | Gisèle Caille         |
| 1965 San Sebastián     | Walentina Sawina       | Galina Jermołajewa   | Karin Stüwe           |
| 1966 Frankfurt         | Irina Kiriczenko       | Walentina Sawina     | Heidi Blobner         |
| 1967 Amsterdam         | Walentina Sawina       | Irina Kiriczenko     | Galina Jermołajewa    |
| 1968 Rzym              | Ałła Bagijanc          | Irina Kiriczenko     | Galina Jermołajewa    |
| 1969 Antwerpia         | Galina Cariowa         | Galina Jermołajewa   | Irina Kiriczenko      |
| 1970 Leicester         | Galina Cariowa         | Galina Jermołajewa   | Walentina Sawina      |
| 1971 Varese            | Galina Cariowa         | Galina Jermołajewa   | Iva Zajíčková         |
| 1972 Marsylia          | Galina Jermołajewa     | Wilhelmina Brinkhoff | Sheila Young          |
| 1973 San Sebastián     | Sheila Young           | Iva Zajíčková        | Galina Jermołajewa    |
| 1974 Montreal          | Tamara Pilszczikowa    | Sue Novara           | Galina Cariowa        |
| 1975 Liège             | Sue Novara             | Iva Zajíčková        | Sheila Young          |
| 1976 Lecce             | Sheila Young           | Sue Novara           | Iva Zajíčková         |
| 1977 San Cristóbal     | Galina Cariowa         | Sue Novara           | Iva Zajíčková         |
| 1978 Monachium         | Galina Cariowa         | Sue Novara           | Iva Zajíčková         |
| 1979 Amsterdam         | Galina Cariowa         | Truus van der Plaat  | Sue Novara            |
| 1980 Besançon          | Sue Novara             | Galina Cariowa       | Claudia Lommatzsch    |
| 1981 Brno              | Sheila Young           | Claudine Vierstraete | Claudia Lommatzsch    |
| 1982 Leicester         | Connie Paraskevin      | Sheila Young         | Claudia Lommatzsch    |
| 1983 Zurych            | Connie Paraskevin      | Claudia Lommatzsch   | Isabelle Nicoloso     |
| 1984 Barcelona         | Connie Paraskevin      | Erika Salumäe        | Zhou Suying           |
| 1985 Bassano           | Isabelle Nicoloso      | Connie Paraskevin    | Natalja Kruszelnicka  |
| 1986 Colorado Springs  | Christa Rothenburger   | Erika Salumäe        | Connie Paraskevin     |
| 1987 Wiedeń            | Erika Salumäe          | Christa Rothenburger | Connie Paraskevin     |
| 1989 Lyon              | Erika Salumäe          | Galina Jeniuchina    | Isabelle Gautheron    |
| 1990 Maebashi          | Connie Paraskevin      | Renee Duprel         | Rita Razmaitė         |
| 1991 Stuttgart         | Ingrid Haringa         | Annett Neumann       | Connie Paraskevin     |
| 1993 Hamar             | Tanya Dubnicoff        | Ingrid Haringa       | Nathalie Even-Lancien |
| 1994 Palermo           | Galina Jeniuchina      | Félicia Ballanger    | Oksana Griszyna       |
| 1995 Bogota            | Félicia Ballanger      | Olga Slusariewa      | Erika Salumäe         |
| 1996 Manchester        | Félicia Ballanger      | Annett Neumann       | Magali Faure-Humbert  |
| 1997 Perth             | Félicia Ballanger      | Michelle Ferris      | Oksana Griszyna       |
| 1998 Bordeaux          | Félicia Ballanger      | Michelle Ferris      | Tanya Dubnicoff       |
| 1999 Berlin            | Félicia Ballanger      | Michelle Ferris      | Tanya Dubnicoff       |
| 2000 Manchester        | Natalla Markowniczenko | Lori-Ann Muenzer     | Katrin Meinke         |
| 2001 Antwerpia         | Swietłana Grankowska   | Tammy Thomas         | Lori-Ann Muenzer      |
| 2002 Kopenhaga         | Natalla Cylinska       | Kerrie Meares        | Katrin Meinke         |
| 2003 Stuttgart         | Swietłana Grankowska   | Natalla Cylinska     | Nancy Contreras       |
| 2004 Melbourne         | Swietłana Grankowska   | Anna Meares          | Lori-Ann Muenzer      |
| 2005 Los Angeles       | Victoria Pendleton     | Tamiłła Abasowa      | Anna Meares           |
| 2006 Bordeaux          | Natalla Cylinska       | Victoria Pendleton   | Guo Shuang            |
| 2007 Palma de Mallorca | Victoria Pendleton     | Guo Shuang           | Anna Meares           |
| 2008 Manchester        | Victoria Pendleton     | Simona Krupeckaitė   | Jennie Reed           |
| 2009 Pruszków          | Victoria Pendleton     | Willy Kanis          | Simona Krupeckaitė    |
| 2010 Kopenhaga         | Victoria Pendleton     | Guo Shuang           | Simona Krupeckaitė    |
| 2011 Apeldoorn         | Anna Meares            | Simona Krupeckaitė   | Victoria Pendleton    |
| 2012 Melbourne         | Victoria Pendleton     | Simona Krupeckaitė   | Anna Meares           |
| 2013 Mińsk             | Rebecca James          | Kristina Vogel       | Lee Wai Sze           |
| 2014 Cali              | Kristina Vogel         | Zhong Tianshi        | Lin Junhong           |
| 2015 Paryż             | Kristina Vogel         | Elis Ligtlee         | Zhong Tianshi         |
| 2016 Londyn            | Zhong Tianshi          | Lin Junhong          | Kristina Vogel        |
| 2017 Hongkong          | Kristina Vogel         | Stephanie Morton     | Lee Wai Sze           |
| 2018 Apeldoorn         | Kristina Vogel         | Stephanie Morton     | Pauline Grabosch      |
| 2019 Pruszków          | Lee Wai Sze            | Stephanie Morton     | Mathilde Gros         |
| 2020 Berlin            | Emma Hinze             | Anastasija Wojnowa   | Lee Wai Sze           |
| 2021 Roubaix           | Emma Hinze             | Lea Friedrich        | Kelsey Mitchell       |
| 2022 Montigny          | Mathilde Gros          | Lea Friedrich        | Emma Hinze            |

## Tabela medalowa
Stan po MŚ 2022
| Miejsce | Państwo           |    |    |   | Razem |
| ------- | ----------------- | -- | -- | - | ----- |
| 1.      | ZSRR              | 21 | 18 | 9 | 48    |
| 2.      | Stany Zjednoczone | 9  | 8  | 7 | 24    |
| 3.      | Francja           | 7  | 1  | 6 | 14    |
| 3.      | Wielka Brytania   | 7  | 1  | 6 | 14    |
| 5.      | Niemcy            | 6  | 6  | 7 | 19    |
| 6.      | Rosja             | 5  | 4  | 2 | 11    |
| 7.      | Białoruś          | 3  | 0  | 0 | 3     |
| 8.      | Australia         | 1  | 9  | 3 | 13    |
| 9.      | Chiny             | 1  | 4  | 4 | 9     |
| 10.     | Holandia          | 1  | 4  | 0 | 5     |
| 11.     | Kanada            | 1  | 1  | 6 | 8     |
| 12.     | NRD               | 1  | 1  | 2 | 4     |
| 13.     | Hongkong          | 1  | 0  | 3 | 4     |
| 14.     | Litwa             | 0  | 3  | 2 | 5     |
| 15.     | Czechosłowacja    | 0  | 2  | 4 | 6     |
| 16.     | Belgia            | 0  | 1  | 0 | 1     |
| 17.     | Estonia           | 0  | 0  | 1 | 1     |
| 17.     | Meksyk            | 0  | 0  | 1 | 1     |